# IAI Ejtan
IAI Ejtan (hebrejsky: איתן, doslova „vytrvalý“), známý též jako Heron TP, je izraelský průzkumný bezpilotní letoun (UAV) vyráběný divizí Malat společnosti Israel Aerospace Industries (IAI). Základní konfigurace vychází z bezpilotního letounu IAI Heron, jedná se však o podstatně větší stroj. Jedná se o největší bezpilotní letoun ve výzbroji Izraelských obranných sil, co do délky a hmotnosti jej však v kategorii největší bezpilotních letounů světa překoná RQ-4 Global Hawk.
Mimo průzkumné činnosti je letoun schopný i shazovat bomby. Poprvé byl vyzkoušen během operace Lité olovo v lednu 2008.

## Specifikace

### Technické údaje
- Osádka: žádná
- Délka: 14 m
- Rozpětí: 26 m
- Hmotnost (prázdný): 4000 kg
- Maximální vzletová hmotnost: 4910 kg
- Pohonná jednotka: 1 × Pratt & Whitney PT6, 900 kW (1,200 hp)

### Výkony
- Doba letu: 36 hodin
- Dolet: 7408+ km
- Dostup: 13 700 m